# Herbert Alward
Herbert Alward war ein österreichischer Eiskunstläufer, der im Einzellauf startete.
Seine größten sportlichen Erfolge feierte er im Jahr 1938, als er sowohl bei der Weltmeisterschaft wie auch bei der Europameisterschaft die Bronzemedaille hinter seinem Landsmann Felix Kaspar und dem Briten Graham Sharp gewann. Nach dem Anschluss Österreichs startete er 1939 für Ungarn.

## Ergebnisse
| Wettbewerb / Jahr               | 1936 | 1937 | 1938 | 1939 |
| ------------------------------- | ---- | ---- | ---- | ---- |
| Weltmeisterschaften             | 9.   | 4.   | 3.   | 5.   |
| Europameisterschaften           |      | 5.   | 3.   |      |
| Österreichische Meisterschaften |      |      |      | 2.   |

| Personendaten    | Personendaten                   |
| ---------------- | ------------------------------- |
| NAME             | Alward, Herbert                 |
| KURZBESCHREIBUNG | österreichischer Eiskunstläufer |
| GEBURTSDATUM     | 20. Jahrhundert                 |